# Martin Bellemare
 (juillet 2025).
La mise en forme du texte ne suit pas les recommandations de Wikipédia : il faut le « wikifier ».
Les points d'amélioration suivants sont les cas les plus fréquents. Le détail des points à revoir est peut-être précisé sur la page de discussion.
- Les titres sont pré-formatés par le logiciel. Ils ne sont ni en capitales, ni en gras.
- Le texte ne doit pas être écrit en capitales (les noms de famille non plus), ni en gras, ni en italique, ni en « petit »…
- Le gras n'est utilisé que pour surligner le titre de l'article dans l'introduction, une seule fois.
- L'italique est rarement utilisé : mots en langue étrangère, titres d'œuvres, noms de bateaux, etc.
- Les citations ne sont pas en italique mais en corps de texte normal. Elles sont entourées par des guillemets français : « et ».
- Les listes à puces sont à éviter, des paragraphes rédigés étant largement préférés. Les tableaux sont à réserver à la présentation de données structurées (résultats, etc.).
- Les appels de note de bas de page (petits chiffres en exposant, introduits par l'outil «  Source ») sont à placer entre la fin de phrase et le point final[comme ça].
- Les liens internes (vers d'autres articles de Wikipédia) sont à choisir avec parcimonie. Créez des liens vers des articles approfondissant le sujet. Les termes génériques sans rapport avec le sujet sont à éviter, ainsi que les répétitions de liens vers un même terme.
- Les liens externes sont à placer uniquement dans une section « Liens externes », à la fin de l'article. Ces liens sont à choisir avec parcimonie suivant les règles définies. Si un lien sert de source à l'article, son insertion dans le texte est à faire par les notes de bas de page.
- La présentation des références doit suivre les conventions bibliographiques. Il est recommandé d'utiliser les modèles {{Ouvrage}}, {{Chapitre}}, {{Article}}, {{Lien web}} et/ou {{Bibliographie}}. Le mode d'édition visuel peut mettre en forme automatiquement les références.
- Insérer une infobox (cadre d'informations à droite) n'est pas obligatoire pour parachever la mise en page.

Pour une aide détaillée, merci de consulter Aide:Wikification.
Si vous pensez que ces points ont été résolus, vous pouvez retirer ce bandeau et améliorer la mise en forme d'un autre article.
Pour les articles homonymes, voir Bellemare.
Martin Bellemare est un dramaturge québécois.

## Biographie
Il est diplômé en écriture dramatique (2008) de l'École nationale de théâtre du Canada,.  Il est surtout connu pour ses pièces Le chant de Georges Boivin, qui a remporté le Prix Gratien-Gélinas en 2009, et Cœur minéral, qui a remporté le Prix du Gouverneur général théâtre 2020. Il a été finaliste du Prix Siminovitch de théâtre (en) en 2020.

## Textes publiés
- 2011 : Le chant de Georges Boivin, Dramaturges Éditeurs

- 2013 : Saucisse Bacon in Contes Urbains (œuvre collective avec Sébastien David, Rébecca Déraspe, Annick Lefebvre, Julie-Anne Ranger-Beauregard et Olivier Sylvestre), Dramaturges Éditeurs

- 2013 : Un château sur le dos, Éditions Lansman

- 2013 : La Liberté, Dramaturges Éditeurs

- 2014 : Des pieds et des mains/La chute de l’escargot/Tuer le moustique, Éditions Lansman

- 2015 : Barbus au sommet d’une montagne in 10/10 Tome un, DramEdition

- 2017 : Moule Robert, Dramaturges Éditeurs

- 2017 : La paix numéro cinq in 10/10 Tome quatre La Paix, DramEdition

- 2017 : La ligne droite in 10/10 Tome trois, DramEdition

- 2017 : Le cri de la girafe/L’oreille de mer, Éditions Lansman

- 2018 : Le rendez-vous in 10/10 Tome trois bonus, DramEdition

- 2019 : L'échelle, Dramaturges Éditeurs

- 2019 : Extraordinaire et mystérieux, Éditions En Acte(s)

- 2019 : Coeur minéral, Dramaturges Éditeurs

- 2019 : Assistance à personne en danger, Dramaturges Éditeurs

- 2019 : Maître Karim la perdrix, Dramaturges Éditeurs

- 2019 : Par tes yeux, avec Gianni-Gregory Fornet et Sufo Sufo, Éditions Lansman

- 2020 : La source in 10/10 Tome huit, DramÉdition

- 2020 : Au fil de la mémoire in 10/10 Tome sept, DramÉdition

- 2021 : Extraordinaire et mystérieux, Éditions Lansman

- 2021 : Thriller in 10/10 Tome dix, DramÉdition

- 2023 : Charlie, du vent derrière le nombril, Dramaturges Éditeurs

- 2023 : Le Futur, Dramaturges Éditeurs